# Делејна
Делејна (буг. Делейна) је село на северозападу Бугарске у општини Брегово у Видинској области. Према подацима пописа из 2021. године село је имало 209 становника.
Село је смештено у долини Делејнске реке, у близини границе Бугарске са Србијом. Најстарији трагови насеља у селу потичу из римског периода, али се село први пут помиње 1560. године у турском попису под називом Даљајна (буг. Даляйна). У том периоду село се налазило 2 километара источно од данашњег насеља. Спаљено је 1876. године од стране Черкеза. Пре ослобођења Бугарске село је премештено на данашње место.

## Демографија
Према подацима пописа из 2021. године село је имало 209 становника што је мање за 23,44% у односу на 2011. када је било 273 становника. Већину становништва чине Бугари.
| Етнички састав према попису из 2011.‍ | Етнички састав према попису из 2011.‍ | Етнички састав према попису из 2011.‍ | Етнички састав према попису из 2011.‍ | Етнички састав према попису из 2011.‍ |
| ------------------------------------ | ------------------------------------ | ------------------------------------ | ------------------------------------ | ------------------------------------ |
|                                      |                                      |                                      |                                      |                                      |
| Бугари                               | Бугари                               |                                      | 271                                  | 99,27%                               |
| Остали                               | Остали                               |                                      | 2                                    | 0,73%                                |